# Abbigeri, Ron
Abbigeri là một làng thuộc tehsil Ron, huyện Gadag, bang Karnataka, Ấn Độ.